# Aeria (Marte)
Aeria es el nombre de una característica de albedo sobre la superficie de Marte. La región descoloreada está rodeada de gran variedad de cráteres, incluyendo el cráter Tikhonravov al oeste y hace borde con la característica de albedo Syrtis Major Planum, a orillas del cráter Antoniadi al Este.
Muchos de estos cambios visuales son parte de un ciclo estacional regular de depósito y erosión de polvo, modulada por el tránsito de polvo atmosférico en las polvorientas temporadas de la primavera y verano del sur del planeta. El polvo se deposita en la superficie de la región del albedo de Aeria durante las reducciones en la opacidad atmosférica a fines del otoño e invierno del norte, elevando el albedo de las partes del interior a un valor que usualmente es mayor que en las áreas de tonos oscuros en la región que no son afectados por estos cambios. El albedo está bordeado por el albedo Syrtis Major Planum e Isidis.